# FELIN
FELIN (francosko Fantassin à Équipements et Liaisons Intégrés) je francoski sistem opreme za vojaka 21. stoletja.
Délégation Générale pour L'Armement (DGA), glavna agencija za oborožitev francoskega ministrstva za obrambo je pogodbo o razvoju in oskrbi podpisala s podjetjem Sagem. 
Sistem FELIN bo v prihodnosti postal integralni del francoske armade, povezoval pa bo tako zračne kot kopenske enote v tako imenovanem Bulle Operationnelle Aéroterrestre (BOA)), zračno-kopenski balon operacij. 
Sistem bo vojaku omogočil večje možnosti preživetja, mobilnosti večje udarne moči v spopadih mož na moža ter ga vključil v sistem C4I (poveljniški, kontrolni, računalniški, komunikacijski in informacijski sistem).

## Zgodovina
Leta 1996 je DGA podpisal pogodbo z industrijskim timom Thomson CSF (danes Thales) za razvoj opreme za vojaka prihodnosti (Équipement du Combattant Débarqué), ki se je kasneje poimenoval FELIN.
Sistem so testirali med letoma 1999 in 2001, takrat pa je DGA k sodelovanju povabil še Sagem ter Giat, da skupaj s Thalesom do konca razvijejo sistem FELIN. Leta 2003 je v igri ostal le še Sagem, s katerim je marca 2004 DGA podpisal pogodbo za izdelovanje sistema FELIN V1 (Verzija1). Sena posameznega kompleta naj bi bila okoli 26,000 Evrov.

## Načrti
Po pogodbi bo Sagem dobavil okoli 22.500 sistemov FELIN V1, s katerimi bodo opremili 20 pehotnih polkov, z dodatnimi 9.000 sistemi pa naj bi opremili pripadnike oklepnih, inženirskih in artilerijskih enot francoske armade.
V letu 2006 je Sagem dobavil 358 predprodukcijskih sistemov, ki jih bodo posamezne pehotne čete preizkusile, in katerih preizkusno obdobje naj bi se končalo v prvi polovici leta 2007. Prvih 1000 serijskih sistemov FELIN je bilo naročenih maja 2006, prve dobave pa naj bi stekle v letu 2008. Po načrtih DGA naj bi dve tretjini sistemov poslali v operativno rabo do leta 2009, vse vojake pa naj bi s sitemom opremili do leta 2010. Proizvodnja posodobljenega sistema FELIN V2 naj bi se začela leta 2015.

## FELIN V1
DGA je postavil omejitev skupne mase sistema na 25 kg, v kar je všteto tudi orožje, strelivo, akumulatorji ter hrana in voda za 24 urno bivanje na bojišču. 
Sistem FELIN V1 je sestavljen iz prenosnega računalnika, radijske in podatkovne postaje, uniforme z zaščitnim jopičem in balistično čelado. 

### Čelada
Nova čelada je izdelana iz lahkih, izjemno odpornih materialov, ki zagotavljajo dobro balistični zaščito, opremljena pa je tudi z integriranim optično-elektronskim sistemom, ki podatke posreduje vojaku preko dveh LED zaslonov, velikuh 3 cm².
Jermen čelade je opremljen z osteo-mikrofonom, ki zvok oblikuje na podlagi vibracij v lobanji vojaka. Ta mikrofon, v povezavi z vibrirajočim zvočnikom omogoča dobro komunikacijo na glasnem bojišču.

### Oborožitev
Glavno oborožitev vojaka predstavlja jurišna puška Giat FAMAS F1 v kalibru 5,56 mm NATO, ostalo oborožitev pa predstavljajo ostrostrelna puška Giat FR-F2 v kalibru 7,62 x 51 mm ter lahki mitraljez FN Herstal Minimi v kalibru 5,56 mm NATO. Vsa orožja bodo opremljena z novimi dnevno-nočnimi optoelektronskimi namerilnimi napravami Sagem Clara, poveljniki oddelkov pa s termovizijskim namerilnim sistemom. Vsi namerilni sistemi bodo povezani s komunikacijsko opremo, kar bo omogočalo realnočasovni prenos slike po komunikacijskem omrežju.
Jurišne puške bodo s tem sistemom omogočale streljanje iz zaklona, saj bo vojak preko teh namerilnih naprav lahko streljal ali obeležil cilj za zračni ali artilerijski napad, ne da bi bil pri tem izpostavljen sovražnemu ognju. 

### Opazovalna oprema
Osnovna opazovalna oprema vojaka bo Sagem JIM MR multifunkcijski daljnogled, v katerem bo poleg klasičnih leč še laserski merilec oddaljenosti ter digitalni kompas. Daljnogled bo omogočal tudi termovizijski način opazovanja bojišča.

### Komunikacijska oprema
Vsak vojak bo opremljen z radijsko/podatkovno postajo z vgrajenim sistemom GPS (Global Positioning System). Z njo bo povezan s sovojaki in svojim poveljnikom, ki pa bo povezan s sistemom SITEL, nameščenim v vsa vojaška vozila francoske vojske.